# Neilson Powless
Neilson Powless (ur. 3 września 1996 w Eglin Air Force Base na Florydzie) – amerykański kolarz szosowy.
Od strony ojca jest związany z narodem Oneidów – w 2020 został pierwszym w historii Stanów Zjednoczonych kolarzem z pochodzeniem z grupy Tubylczych Amerykanów, który wystąpił w Tour de France.
Jego matka, Jen Allred, była lekkoatletką – reprezentując Guam wystąpiła w Letnich Igrzyskach Olimpijskich 1992, zajmując 36. lokatę w maratonie. Z kolei siostra Powlessa, Shayna Powless, również jest kolarką.

## Osiągnięcia
2016
- 1. miejsce w Joe Martin Stage Race
  - 1. miejsce w klasyfikacji punktowej
  - 1. miejsce w klasyfikacji młodzieżowej
- 1. miejsce w klasyfikacji młodzieżowej Tour of California
- 1. miejsce na etapie 3a Tour de Beauce
- 1. miejsce na 8. etapie Tour de l’Avenir
- 1. miejsce na 1. etapie Olympia’s Tour (jazda drużynowa na czas)

2017
- 3. miejsce w Le Triptyque des Monts et Chateaux
  - 1. miejsce na etapie 3a
- 1. miejsce w Gran Premio Palio del Recioto
- 1. miejsce na 1. etapie Giro Ciclistico d’Italia
- 3. miejsce w mistrzostwach Stanów Zjednoczonych (jazda indywidualna na czas)
- 2. miejsce w mistrzostwach Stanów Zjednoczonych (start wspólny)
- 3. miejsce w mistrzostwach Stanów Zjednoczonych U23 (jazda indywidualna na czas)
- 1. miejsce w mistrzostwach Stanów Zjednoczonych U23 (start wspólny)
- 1. miejsce w klasyfikacji młodzieżowej Tour of Utah

2018
- 1. miejsce na 5. etapie Tour of Britain (jazda drużynowa na czas)

2019
- 2. miejsce w mistrzostwach Stanów Zjednoczonych (jazda indywidualna na czas)
- 3. miejsce w mistrzostwach Stanów Zjednoczonych (start wspólny)

2021
- 1. miejsce w Clásica de San Sebastián

2022
- 3. miejsce w Maryland Cycling Classic
- 1. miejsce w Japan Cup

2023
- 1. miejsce w Grand Prix Cycliste La Marseillaise
- 1. miejsce w Étoile de Bessèges
- 3. miejsce w Tour des Alpes-Maritimes et du Var
- 3. miejsce w Dwars door Vlaanderen

## Rankingi
| Rok              | 2016  | 2017 | 2018 | 2019 | 2020 | 2021 | 2022 | 2023 | 2024 |
| ---------------- | ----- | ---- | ---- | ---- | ---- | ---- | ---- | ---- | ---- |
| UCI World Tour   | -     | -    | 318. |      |      |      |      |      |      |
| World Ranking    | 458.  | 249. | 425. | 265. | 265. | 52.  | 50.  | 25.  | 70.  |
| UCI Europe Tour  | 1065. | 451. | 419. |      |      |      |      |      |      |
| UCI Asia Tour    | 180.  | -    | 493. |      |      |      |      |      |      |
| UCI America Tour | 51.   | 13.  | 148. | 25.  | 20.  | 4.   | 4.   | 2.   | 9.   |
|                  |       |      |      |      |      |      |      |      |      |
| Źródło: UCI      |       |      |      |      |      |      |      |      |      |